# Paris skouille-t-il ?
Paris skouille-t-il ? est un album de bande dessinée humoristique de Ben Radis et Dodo, paru en 1981. C'est le premier album de la série Les Closh.